# Andalyp
 Ýylanly è la città capoluogo del distretto di Gurbansoltan Eje, situato nella provincia di Daşoguz, in Turkmenistan.